# Fahad al-Ghesheyan
Fahad al-Ghesheyan (arabisch فهد الغشيان, DMG Fahd al-Ġašayān; * 1. August 1973) ist ein ehemaliger saudi-arabischer Fußballspieler.

## Karriere

### Klub
Al-Ghesheyan begann seiner Karriere in der Jugend von al-Hilal und wechselte zur Saison 1993/94 von der U23 fest in die erste Mannschaft des Klubs. Dort war er bis zur Saison 1997/98 aktiv und wurde danach für die Hinrunde der Spielzeit 1998/99 an AZ Alkmaar in die Niederlande verliehen. Hier kam er auf neun Einsätze und kehrte zur Rückrunde bis Ende der Spielzeit 1999/2000 zu seinem eigentlichen Klub zurück. Für die Folgesaison schloss sich al-Nasr an. Danach beendete er seine Karriere.

### Nationalmannschaft
Sein erster bekannter Einsatz für die saudi-arabische Nationalmannschaft war am 4. Dezember 1992 bei einem 2:0-Sieg über den Oman während des  Golfpokals 1992. Bei dem Turnier kam er in zwei weiteren Partien zum Einsatz. Während der Qualifikationsspielen für die Weltmeisterschaft 1994 und nach der erfolgreichen Qualifikation für die Endrunde wurde er bei zahlreichen Freundschaftsspielen eingesetzt. Bei der Endrunde selbst, stand er dann auch mit im Kader und kam dort im Gruppenspiel gegen Marokko zum Einsatz als auch im Viertelfinale gegen Schweden. Danach war er auch noch im Kader beim Golfpokal 1994 hatte dort jedoch nur einen Einsatz. Beim König-Fahd-Pokal 1995 kam er schließlich auch noch in einer Partie zu Einsatzzeit. Im weiteren Verlauf des Jahres folgten dann noch einige Einsätze in Freundschaftsspielen. Nach dem Ablauf des Jahres 1995 hatte er keine Einsätze mehr.